# İstanbul Futbol Ligi 1904/05
Die İstanbul Futbol Ligi 1904/05 war die erste ausgetragene Saison der İstanbul Futbol Ligi.
Meister wurde HMS Imogene FC. Alle vier teilnehmenden Mannschaften wurden in dieser ersten Saison von englischen, griechischen oder armenischen Minderheiten gestellt. Die Spiele fanden im Regelfall sonntags statt, weshalb die Liga auch Istanbul Sunday League genannt wurde.

## Statistiken

### Abschlusstabelle
Zu dieser Spielzeit liegen nur wenige Daten vor. Es ist nur bekannt, dass HMS Imogene FC der Sieger dieser Spielzeit wurde sowie die Reihenfolge der übrigen Teilnehmer.
| Pl. | Verein         |
| --- | -------------- |
| 01. | HMS Imogene FC |
| 02. | Moda FC        |
| 03. | Cadi-Keuy FC   |
| 04. | Elpis FC       |

## Bekannte Ergebnisse
- Samstag, 25. Februar 1905 Cadi-Keuy FC gegen HMS Imogene FC 0 – 0[4]